# Petalifera punctulata
Petalifera punctulata is een slakkensoort uit de familie van de Aplysiidae. De wetenschappelijke naam van de soort is voor het eerst geldig gepubliceerd in 1874 door Tapparone-Canefri.